# 오데타

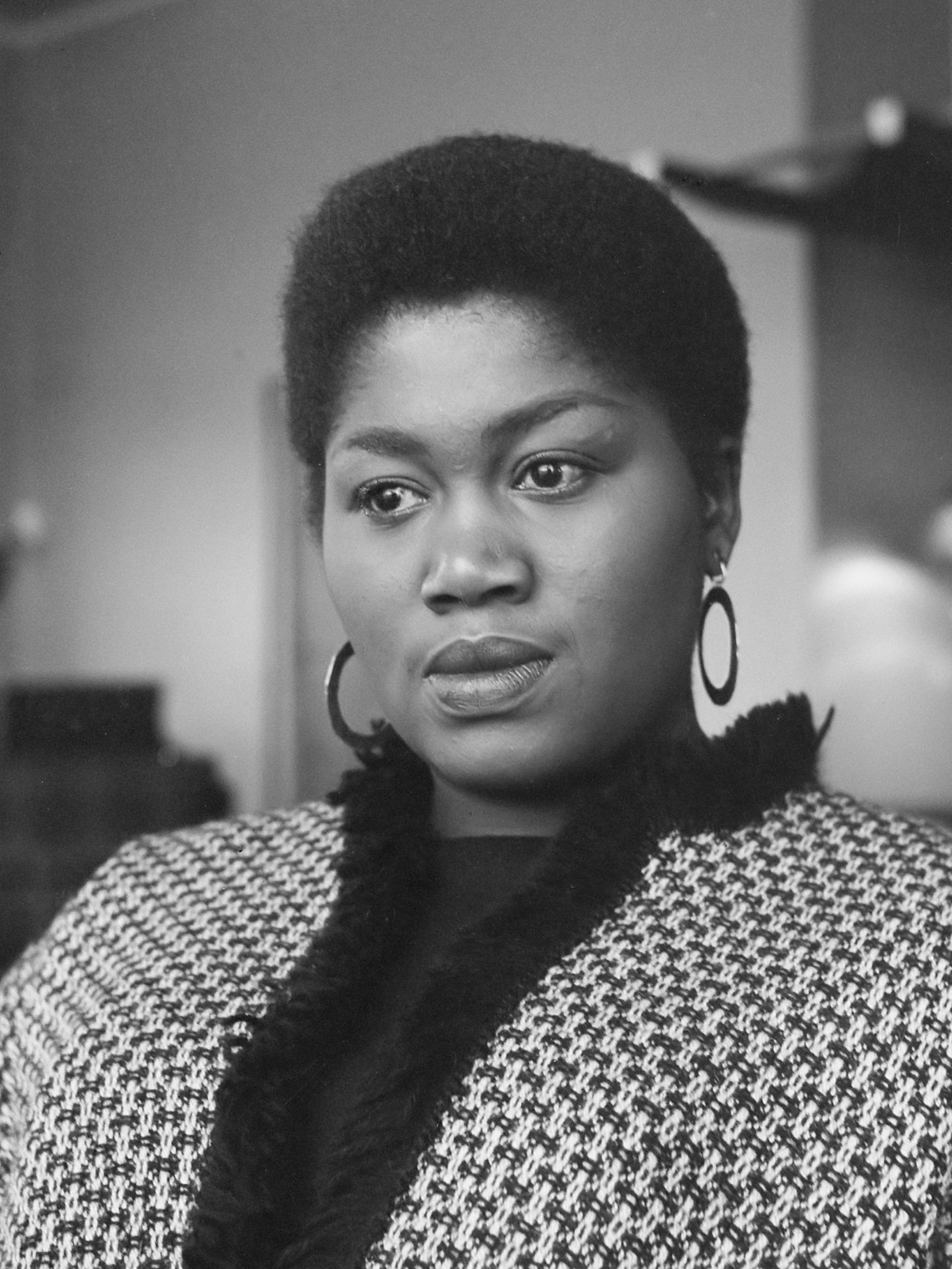
1961년

오데타 홈스(Odetta Holmes, 1930년 12월 31일 ~ 2008년 12월 2일) 또는 오데타(Odetta)는 미국의 가수, 여배우, 기타리스트, 작사가, 그리고 "인권운동의 목소리"로도 불리는 인권 운동가이다.
새로운 스타일의 흑인 가수 가운데에서, 남성측을 벨라폰테가 대표한다면, 여성측의 제1인자가 오데타라고 하겠으며, 그녀의 높은 격조는 벨라폰테를 능가하는 위대한 예술가이다. 앨라배마주에서 태어나 어릴 때 로스앤젤레스로 이주하였다. 학생시절에는 클래식의 성악을 배웠으나, 민요의 매력에 이끌려서 기타를 독습, 1952년에 포크 송 전문의 다방에 데뷔하였다. 이윽고 동부로 진출하여 벨라폰테의 후원 등으로 급속하게 성공, 1960년에는 카네기홀에서 리사이틀을 열었다. 성악의 기초훈련을 쌓은 만큼 폭넓은 표현력을 지니며, 스테이지 매너의 성실성 등 청중을 감동시키는 가수이다.